# Oddział Michaiła Chludowa
Oddział Michaiła Chludowa (ros. Oтряд Михаила Хлудова) – antysowiecki oddział partyzancki na Białorusi po 1944 roku.
Michaił Chludow podczas okupacji niemieckiej był porucznikiem Rosyjskiej Narodowej Armii Ludowej (RONA). Jako młodszy oficer Armii Czerwonej na ochotnika przeszedł na stronę Niemców. Odznaczono go za zasługi wojenne 2 Medalami dla Narodów Wschodnich - brązowym i srebrnym. W połowie 1944 roku wraz z wojskami niemieckimi ewakuował się w szeregach RONA na zachód. Wkrótce został przez Niemców zrzucony na spadochronie na Białorusi. Działał na obszarze rejonu nawlinskiego. Jego oddział rozrósł się do 34 partyzantów. Miał 2 radiostacje. Podporządkował się tzw. Zielonej Armii Rozdymachy. Przez pierwszy miesiąc skutecznie walczył z Sowietami, organizując zasadzki na konwoje wojskowe, wysadzając mosty, likwidując agentów i funkcjonariuszy organów bezpieczeństwa. Początkowo skierowano przeciwko niemu milicję i miejscowych komunistów spośród zdemobilizowanych czerwonoarmistów. Ponieważ nie dawały sobie rady w walkach leśnych, ponosząc duże straty, do walki wszedł batalion Wojsk Wewnętrznych NKWD, wzmocniony artylerią i bronią pancerną. W rezultacie oddział M. Chludowa został rozbity. 23 partyzantów zginęło, zaś 11 rannych na czele z dowódcą zostało wziętych do niewoli. Sowieci, chwytając również radiotelegrafistę nazwiskiem Borysow, który utrzymywał stały kontakt z Niemcami, postanowili przeprowadzić operację wywiadowczą. Polegała ona na wysyłaniu stronie niemieckiej fałszywych depesz radiowych. W rezultacie na Białoruś Niemcy zrzucili kolejnych 10 spadochroniarzy, b. czerwonoarmistów, z zaopatrzeniem i uzbrojeniem. Sowieci przejęli je, zabijając zrzutków. To samo nastąpiło z kolejnym zrzutem. Mistyfikacja trwała do końca jesieni 1944 roku, kiedy z powodu znacznego oddalenia się linii frontu przestała mieć znaczenie.